# Usagi (coloriste)
Pour les articles homonymes, voir Usagi (homonymie).
Patricia Tilkin, dite Usagi, née le 25 octobre 1975 à Liège, est une coloriste et illustratrice de bande dessinée belge.

## Biographie
Patricia Tilkin naît le 25 octobre 1975 à Liège. Elle suit les cours de l'École supérieure des Arts de la Ville de Liège - Académie royale des beaux-arts de Liège. Un autre étudiant lui demande de mettre en couleur quelques planches destinées à être publiées dans le journal de Spirou, activité qu'elle a poursuivie pendant le reste de sa scolarité parallèlement à ses études. Après son diplôme, elle obtient son premier contrat auprès des éditions Le Téméraire en 1999 pour la mise en couleur du 1er tome de la série Le Portail, dessiné par Alain Henriet, également ancien étudiant de l'École Supérieure des Arts de la Ville de Liège,.
Elle choisit le pseudonyme de Usagi à une époque où elle lit beaucoup de mangas : usagi signifie « lapin » en japonais, or le lapin est son signe astrologique chinois.
Elle se déclare peu intéressée par la bande dessinée, préférant l'illustration qu'elle a pratiquée à ses débuts et ayant trouvé son bonheur dans son métier de coloriste qu'elle pratique à plein temps.
Elle est l'épouse du dessinateur Alain Henriet. Le couple a un enfant prénommé Abel.
Le couple a participé en 2016 au festival de bande dessinée à Soignies.

## Publications
- Michel Vaillant[8]
- 64. Opération Mirage, Graton Éditeur, Bruxelles, novembre 2001
Scénario : Philippe Graton - Dessin : Jean Graton - Couleurs : Usagi -  (ISBN 2-87098-050-7),Jean Graton est assisté de Christian Papazoglakis et Frédéric Pauwels.
- dossiers Michel Vaillant, scénario et dessin de Jean Graton, Graton Éditeur[9]
  - tome 6 : Ayrton Senna, le feu sacré, 2002

- Fidès (couleurs avec Nar), scénario d'Anne Ploy, dessin de Didier Pagot, Les Humanoïdes associés[20]
  - tome 5 : Matricide, 2008
- Dieu (couleurs avec Irène Häfliger), scénario de Damien Marie, dessin de Karl T., Dupuis[21]
  - tome 1 : À corps perdu, 2010
- Seuls[22]
- 4. Les Cairns rouges, Dupuis, Marcinelle, juin 2009
Scénario : Fabien Vehlmann - Dessin : Bruno Gazzotti - Couleurs : Caroline Delabie et Usagi -  (ISBN 9782800144139)
- 5. Au cœur du maelström, Dupuis, Marcinelle, juin 2010
Scénario : Fabien Vehlmann - Dessin : Bruno Gazzotti - Couleurs : Usagi -  (ISBN 9782800146935)
- 6. La Quatrième Dimension et demie, Dupuis, Marcinelle, juin 2011
Scénario : Fabien Vehlmann - Dessin : Bruno Gazzotti - Couleurs : Usagi -  (ISBN 9782800150246)
- 7. Les Terres Basses, Dupuis, Marcinelle, juin 2012
Scénario : Fabien Vehlmann - Dessin : Bruno Gazzotti - Couleurs : Usagi -  (ISBN 9782800153131)
- 8. Les Arènes[23], Dupuis, Marcinelle, novembre 2013
Scénario : Fabien Vehlmann - Dessin : Bruno Gazzotti - Couleurs : Usagi -  (ISBN 9782800157092)
- 9. Avant l'enfant-minuit, Dupuis, Marcinelle, octobre 2015
Scénario : Fabien Vehlmann - Dessin : Bruno Gazzotti - Couleurs : Usagi -  (ISBN 9782800160948)
- 10. La Machine à démourir, Dupuis, Marcinelle, novembre 2016
Scénario : Fabien Vehlmann - Dessin : Bruno Gazzotti - Couleurs : Usagi -  (ISBN 9782800167176)
- 11. Les Cloueurs de nuit, Dupuis, Marcinelle, juin 2018
Scénario : Fabien Vehlmann - Dessin : Bruno Gazzotti - Couleurs : Usagi -  (ISBN 9782800170473)
- 12. Les Révoltés de Néosalem, Dupuis, Marcinelle, 5 juin 2020
Scénario : Fabien Vehlmann - Dessin : Bruno Gazzotti - Couleurs : Usagi -  (ISBN 9791034733583)
- 13. Les Âmes tigrées, Dupuis, Marcinelle, 12 novembre 2021
Scénario : Fabien Vehlmann - Dessin : Bruno Gazzotti - Couleurs : Usagi -  (ISBN 9782800170473)
- 14. Les Protecteurs[24],[25], Rue de Sèvres, Paris, 10 janvier 2024
Scénario : Fabien Vehlmann - Dessin : Bruno Gazzotti - Couleurs : Usagi -  (ISBN 978-2-8102-0676-6)
- 15. L'Hôtel au bord du monde[26], Rue de Sèvres, Paris, 13 novembre 2024
Scénario : Fabien Vehlmann - Dessin : Bruno Gazzotti - Couleurs : Usagi -  (ISBN 978-2-8102-0592-9)

- Ce qu'il faut savoir avant de pratiquer des... sports de compétition, scénario de Raoul Cauvin, dessin de Philippe Bercovici, Dupuis, 2012[28]

- Dent d'ours
- 1. Max[30],[31], Dupuis, Marcinelle, 3 mai 2013
Scénario : Yann - Dessin : Alain Henriet - Couleurs : Usagi -  (ISBN 978-2-8001-5722-1)
- 2. Hanna[32],[33], Dupuis, Marcinelle, 2 mai 2014
Scénario : Yann - Dessin : Alain Henriet - Couleurs : Usagi -  (ISBN 978-2-8001-6007-8)
- 3. Werner[34], Dupuis, Marcinelle, 7 mai 2015
Scénario : Yann - Dessin : Alain Henriet - Couleurs : Usagi -  (ISBN 978-2-8001-6290-4)
- 4. Amerika bomber[35], Dupuis, Marcinelle, 20 mai 2016
Scénario : Yann - Dessin : Alain Henriet - Couleurs : Usagi -  (ISBN 978-2-8001-6699-5)
- 5. Eva[36], Dupuis, Marcinelle, 26 mai 2017
Scénario : Yann - Dessin : Alain Henriet - Couleurs : Usagi -  (ISBN 978-2-8001-7031-2)
- 6. Silbervogel[37], Dupuis, Marcinelle, 28 septembre 2018
Scénario : Yann - Dessin : Alain Henriet - Couleurs : Usagi -  (ISBN 978-2-8001-7411-2)
- Int. 1. Cycle 1[38], Dupuis, Marcinelle, 10 novembre 2016
Scénario : Yann - Dessin : Alain Henriet - Couleurs : Usagi -  (ISBN 978-2-8001-6737-4) — réunit les trois premiers volets.
- Int. 2. Cycle 2, Dupuis, Marcinelle, 8 novembre 2019
Scénario : Yann - Dessin : Alain Henriet - Couleurs : Usagi -  (ISBN 979-10-34745-53-1) — réunit les trois derniers volets.

### Black squaw
- 1. Night Hawk[39], Dupuis, Marcinelle, 12 juin 2020
Scénario : Yann - Dessin : Alain Henriet - Couleurs : Usagi -  (ISBN 978-2-8001-7460-0)
- 2. Scarface, Dupuis, Marcinelle, 14 mai 2021
Scénario : Yann - Dessin : Alain Henriet - Couleurs : Usagi -  (ISBN 979-10-34754-11-3)
- 3. Le Crotoy, Dupuis, Marcinelle, 17 juin 2022
Scénario : Yann - Dessin : Alain Henriet - Couleurs : Usagi -  (ISBN 979-10-34761-16-6)
- 4. Secret six[40],[41],[42], Dupuis, Marcinelle, 26 janvier 2024
Scénario : Yann - Dessin : Alain Henriet - Couleurs : Usagi -  (ISBN 979-10-34765-34-8)

### Collectifs
- Numéro spécial 77 ans - L'hommage des auteurs et autrices d'aujourd'hui aux personnages mythiques du journal Tintin, Éditions Moulinsart-Le Lombard, Bruxelles, 8 septembre 2023
Scénario et dessin : collectif - Couleurs : collectif dont Usagi -  (ISBN 2-85815-201-2)

#### Livres
- Jacques Fiérain, « Usagi », dans La BD dans les provinces de Liège, Namur et Luxembourg, Charleroi, Éd. l'Âge d'or, 2004, 112 p., ill. ; 31 cm (ISBN 9782960019698, OCLC 470388297, présentation en ligne), p. 102.

#### Interviews
- Usagi (interviewée par Pierre Burssens), « Entretien avec Usagi (coloriste) », BD Best !,‎ 1er août 2012 (lire en ligne, consulté le 12 octobre 2023).

### Émissions de télévision
- Kaboom ! - Tome #65 – Coloriste : Auteur.trice malgré tout ! sur RTL-TVI, présentation : Thibaut Fontenoy, intervenants : Usagi, Bérengère Marquebreucq et Benoît Bekaert - réalisation : Patrice Gautot - production : Bangarang (14 min 42 s), 26 décembre 2022 Voir en ligne.